# 1959

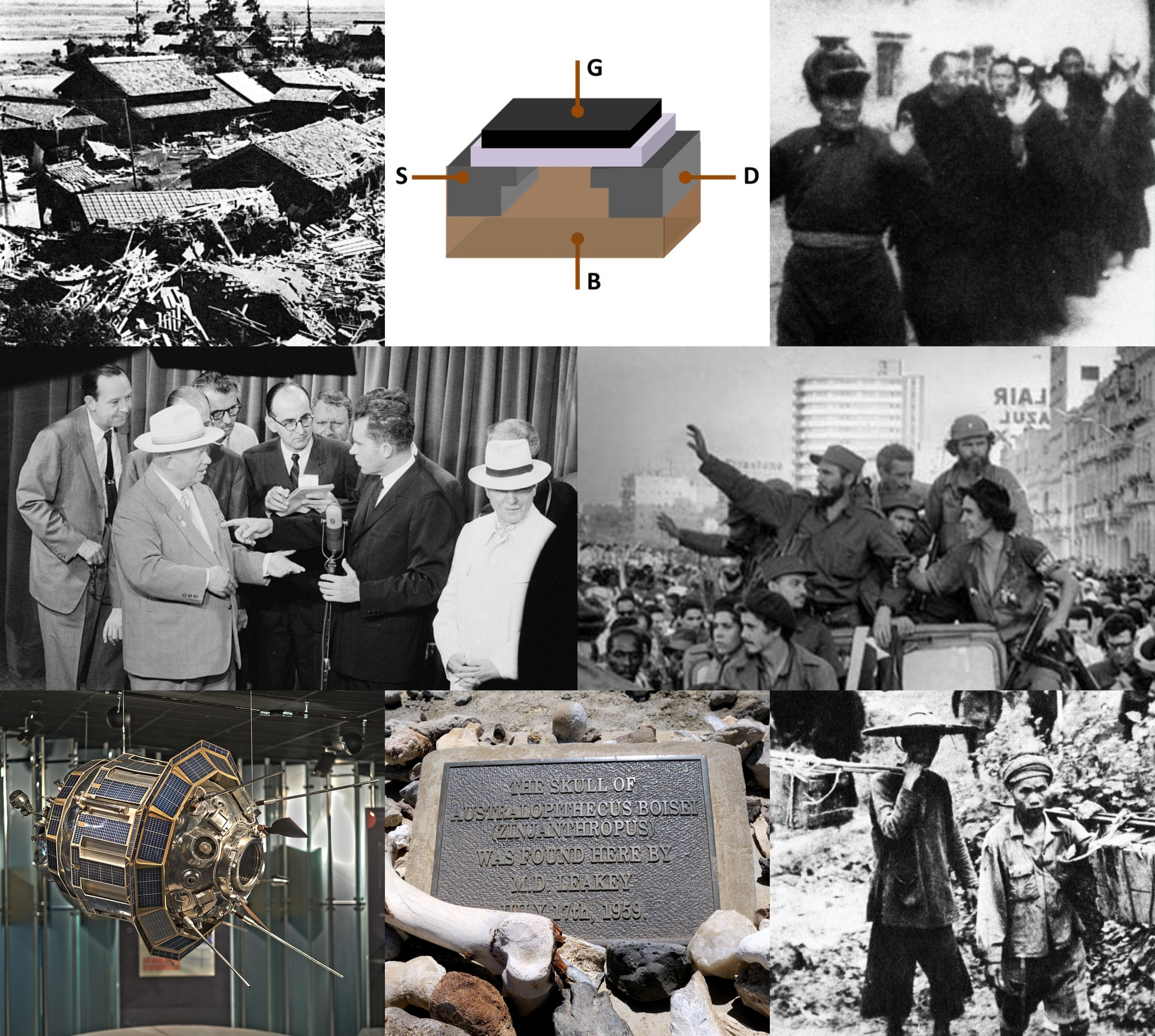

1959 (MCMLIX) là một năm thường bắt đầu vào Thứ năm của lịch Gregory, năm thứ 1959 của Công nguyên hay của Anno Domini, the năm thứ 959  của thiên niên kỷ 2, năm thứ 59  của thế kỷ 20, và năm thứ  10  và cuối cùng của thập niên 1950. 

## Sự kiện

### Tháng 1
- 1 tháng 1: Cách mạng Cuba thắng lợi, nước cộng hòa Cuba thành lập
- 7 tháng 1: Hoa Kỳ thừa nhận chính quyền cách mạng tại Cuba

### Tháng 2
- 4 tháng 2: Trung Quốc và Bhutan thiết lập quan hệ ngoại giao
- 7 tháng 2: Trung Quốc và Liên Xô ký kết hiệp định hợp tác kinh tế
- 19 tháng 2: Anh công nhận Síp độc lập

### Tháng 4
- 18 tháng 4: Lưu Thiếu Kỳ nhậm chức chủ tịch Trung Quốc.

### Tháng 5
- 6 tháng 5: Việt Nam cộng hòa ban hành luật 10-59 chống cộng sản trên toàn miền Nam Việt Nam.

### Tháng 6
- 3 tháng 6: Indonesia giành độc lập từ Anh Quốc.

### Tháng 8
- 7 tháng 8: Tại Đài Nam xảy ra trận lụt lớn.

### Tháng 12
- 1 tháng 12: 12 quốc gia đầu tiên kí kết Hiệp ước Nam Cực
- 12 tháng 12-17 tháng 12: Giải SEAP Games (tiền thân của SEA Games) đầu tiên diễn ra tại Băng Cốc, Thái Lan với 12 môn thể thao.

## Sinh

### Tháng 1
- 17 tháng 1: Yamaguchi Momoe, nữ ca sĩ, diễn viên người Nhật Bản

### Tháng 2
- 6 tháng 2: Diệp Ái Lang, người mẫu, ca sĩ và người dẫn chương trình người Đài Loan

### Tháng 3
- 9 tháng 3: Kajita Takaaki, nhà vật lý người Nhật Bản
- 16 tháng 3: Jens Stoltenberg, chính trị gia Na Uy, lãnh đạo của Công Đảng Na Uy và Thủ tướng Chính phủ Na Uy
- 17 tháng 3: Đơn Lập Văn, nhạc sĩ, nghệ sĩ người Hồng Kông
- 26 tháng 3: Phạm Bình Minh, Phó Thủ tướng Chính phủ kiêm Bộ trưởng Bộ Ngoại giao Việt Nam, đại biểu Quốc hội Việt Nam khóa XIV nhiệm kì 2016-2021, thuộc đoàn đại biểu quốc hội tỉnh Thái Nguyên

### Tháng 4
- 5 tháng 4: Chung Bảo La, diễn viên, dẫn chương trình, DJ người Hồng Kông (m. 1989)
- 10 tháng 4: Babyface, ca sĩ, nhạc sĩ kiêm nhà sản xuất âm nhạc người Mỹ
- 19 tháng 4: Lâm Y Kỳ, nữ nghệ sĩ người Hồng Kông
- 21 tháng 4: Trần Cảnh Đôn, đạo diễn người Việt Nam (m. 2021)

### Tháng 5
- 7 tháng 5: Ông Mỹ Linh, nữ nghệ sĩ Hồng Kông (m. 1985)
- 31 tháng 5: Cẩm Vân, nữ ca sĩ người Việt Nam

### Tháng 6
- 1 tháng 6: Nguyễn Văn Quang, chính trị gia người Việt Nam
- 7 tháng 6: Mike Pence, phó tổng thống thứ 48 của Hoa Kỳ

### Tháng 7
- 22 tháng 7: Phạm Thanh Hà, nhà quay phim điện ảnh, nhiếp ảnh gia người Việt Nam

### Tháng 10
- 17 tháng 10: Ameenah Gurib, chính trị gia, nhà khoa học và sinh vật học người Mauritius

### Tháng 11
- 20 tháng 11: Quang Minh, diễn viên người Việt Nam, chồng cũ của nữ diễn viên Hồng Đào

### Tháng 12
- 1 tháng 12: Thanh Bạch, diễn viên, nghệ sĩ hài, dẫn chương trình người Việt Nam
- 16 tháng 12: Tuấn Vũ, nam ca sĩ nhạc vàng người Mỹ/Việt Nam
- 25 tháng 12: Đặng Thị Ngọc Thịnh, chính khách người Việt Nam
- 30 tháng 12: Tracey Ullman

### Không rõ ngày, tháng
- Trần Mạnh Hùng, cựu chủ tịch Câu lạc bộ bóng đá Hải Phòng (m. 2024)[1]

## Mất

### Tháng 2
- 3 tháng 2: Buddy Holly, ca sĩ. nhạc sĩ, nhạc công người Mỹ, một trong những người sáng lập dòng nhạc Rock and roll (s. 1936)
- 15 tháng 2: Owen Willans Richardson, nhà vật lý người Anh (s. 1879)

### Tháng 4
- 9 tháng 4: Frank Lloyd Wright, nhà kiến trúc sư người Mỹ (s. 1867)

### Tháng 10
- 1 tháng 10: Enrico De Nicola, tổng thống đầu tiên của Ý (s. 1877)

## Giải Nobel
- Vật lý - Emilio Gino Segrè, Owen Chamberlain
- Hóa học - Jaroslav Heyrovský
- Y học - Severo Ochoa, Arthur Kornberg
- Văn học - Salvatore Quasimodo
- Hòa bình - Philip John Noel-Baker